# آنجاهامانا
آنجاهامانا (به لاتین: Anjahamana) یک منطقهٔ مسکونی در ماداگاسکار است که در آتسینانانا واقع شده‌است. آنجاهامانا ۹٬۸۴۶ نفر جمعیت دارد و ۷۰۰ متر بالاتر از سطح دریا واقع شده‌است.